# Jiawang
Der Stadtbezirk Jiawang (chinesisch 贾汪区, Pinyin Jiǎwāng Qū) ist ein chinesischer Stadtbezirk, der zum Verwaltungsgebiet der bezirksfreien Stadt Xuzhou in der Provinz Jiangsu gehört. Sein Verwaltungsgebiet hat eine Fläche von 690 km², auf der 430.712 Einwohner leben (Stand: Zensus 2010).

## Administrative Gliederung
Auf Gemeindeebene setzt sich der Stadtbezirk aus zwei Straßenvierteln und sieben Großgemeinden zusammen. 